# Ga La Khê (Đường sắt đô thị Hà Nội)
Ga La Khê là một trong những nhà ga tàu điện của Tuyến đường sắt đô thị Cát Linh - Hà Đông, nằm trên đường Quang Trung, phường Phú La, quận Hà Đông, Hà Nội. Đây là nhà ga của tuyến đặt đoàn tàu khi chưa vận hành, đã từng mở cửa cho khách tham quan từ ngày 20 tháng 5 năm 2017 đến ngày 20 tháng 6 cùng năm.

## Lịch sử
- 6 tháng 11 năm 2021: Đi vào hoạt động với việc khánh thành Tuyến số 2A: Cát Linh – Hà Đông [3][4]

## Bố trí ga

### Tuyến 2A
| 2F Tầng ke ga                   | Ke ga bên, cửa sẽ mở ở bên phải                | Ke ga bên, cửa sẽ mở ở bên phải                                         |
| Ke ga 1                         | ← T2A Tuyến 2A đi Hà Đông (Hướng đi Cát Linh)  |                                                                         |
| Ke ga 2                         | T2A Tuyến 2A đi Văn Khê (Hướng đi Yên Nghĩa) → |                                                                         |
| Ke ga bên, cửa sẽ mở ở bên phải |                                                |                                                                         |
| 1F Tầng trung chuyển            | Tầng 1                                         | Khu bán vé, khu thương mại, khu kỹ thuật, lối lên xuống và cổng soát vé |
| G                               | Mặt đất                                        | Lối lên xuống                                                           |

## Xung quanh nhà ga
- Bệnh Viện Công An Thành Phố Hà Nội
- Trường THCS Văn Khê
- Trường Đại Học Nguyễn Trãi
- Trường THPT Quang Trung
- Ủy Ban Nhân Dân Quận Hà Đông
- Lotte Cinema Hà Đông
- Trường THCS Phú La
- Trường THCS và THPT Ban Mai
- Trạm Y tế phường La Khê

## Hình ảnh

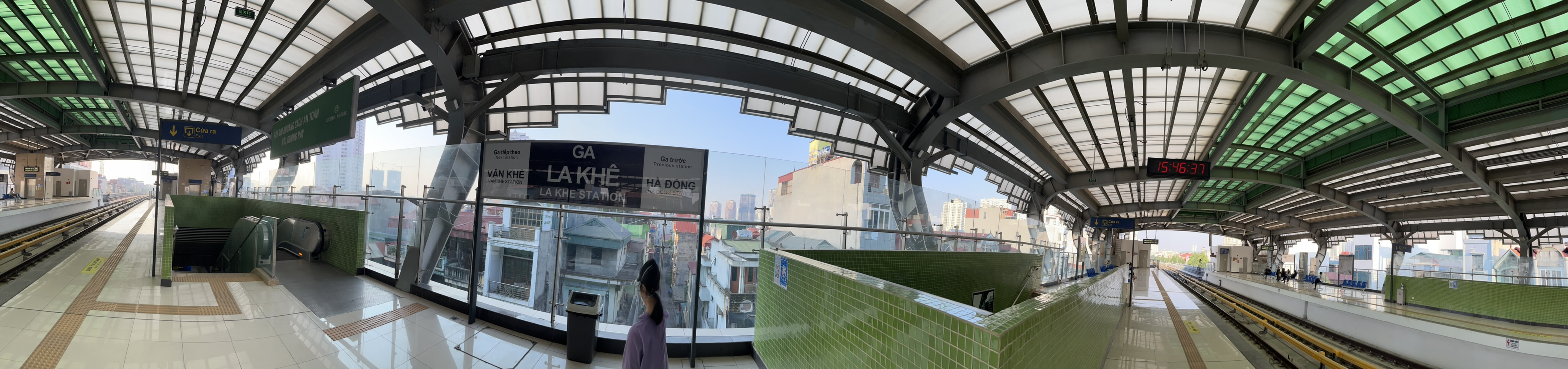
Một góc ảnh rộng trên sân ga La Khê

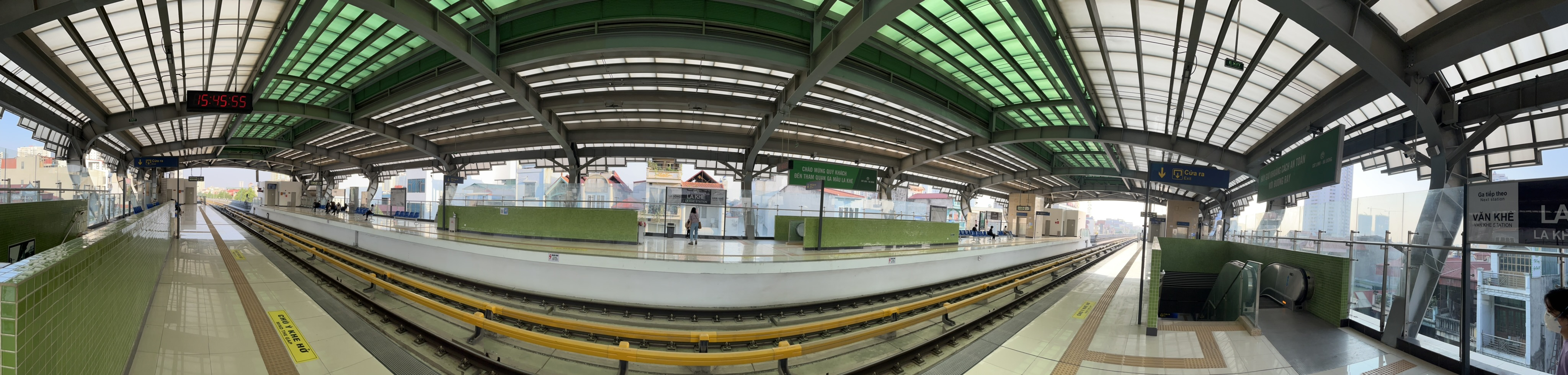
Một góc ảnh rộng khác trên sân ga La Khê